# BBC Three
BBC Three ist ein britischer öffentlich-rechtlicher Fernsehsender der BBC, der in dieser Form seit 2004 bestand und der vom 16. Februar 2016 bis 31. Januar 2022 als reiner Internet-Dienst weiterbetrieben wurde. Sein Vorgänger hieß BBC Choice, der von 1998 bis 2003 bestand. Der Marktanteil lag im Februar 2008 zur Sendezeit bei 2,7 % im Vereinigten Königreich.
Das Programm wird von 19:00 Uhr bis 04:00 Uhr (GMT) ausgestrahlt, in der übrigen Zeit wird der Sendekanal vom Schwesterprogramm CBBC belegt. Es wurde vor 2016 ein spezielles, genau eine Minute langes Nachrichtenformat (60 seconds) von BBC News entwickelt, um den Sendebetrieb unabhängig von der Länge regulärer Nachrichten weitgehend automatisieren zu können.
Im März 2014 gab BBC bekannt, dass der Fernsehsender BBC Three im Herbst 2015 eingestellt wird. Fernsehserien, wie z. B. Being Human oder Torchwood sollten künftig nur noch im Netz als Stream zu sehen sein.
2021 erhielt BBC Three erneut eine Sendelizenz und wird seit dem 1. Februar 2022 wieder als lineares Programm über die wichtigsten Ausstrahlungswege ausgestrahlt.

## Zielgruppe
Das Programm richtet sich hauptsächlich an die Altersgruppe von 16–34 und strahlte oft Wiederholungen von BBC-One- und BBC-Two-Sendungen aus.

## Logos

Das erste Logo von BBC Three zwischen 2003 und 2008
Logo von BBC Three von 2008 bis zur Einstellung des Sendebetriebs 2016
Logo vom BBC Three-Internetstream zwischen 2016 und 2020
Logo vom BBC Three-Internetstream zwischen 2020 und 2021
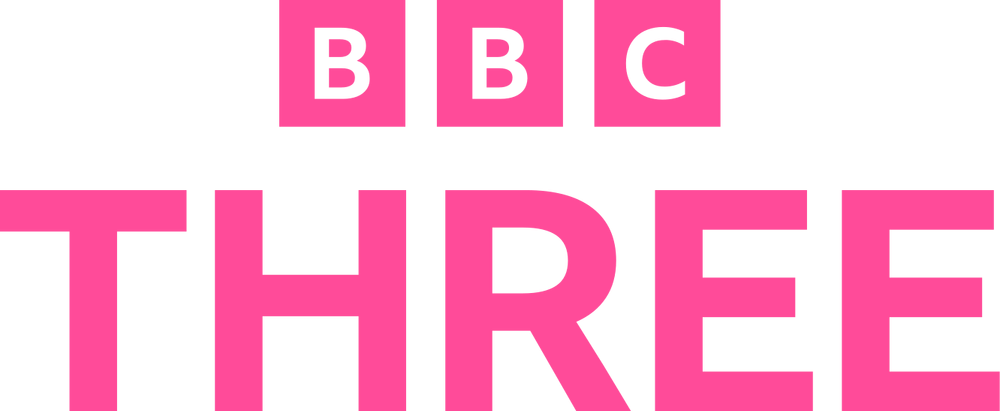
Logo vom BBC Three-Internetstream zwischen 2021 und der Rückkehr ins Fernsehen 2022
Logo von BBC Three seit der Rückkehr ins Fernsehen 2022

## Empfang in Deutschland
Der Fernsehsender war im Westen Deutschlands über den Satelliten Astra 2E auf 28.2 ° Ost empfangbar. Der Sender wurde zusammen mit BBC Four am 19. Juli 2024 auf Astra Ost abgeschaltet.

## Sendungen
- Doctor Who (Wiederholungen und Doctor Who confidential)
- Little Britain
- Top Gear (Wiederholungen)
- EastEnders (Wiederholungen)
- Torchwood
- Gavin and Stacey
- The Mighty Boosh
- Being Human
- Becoming Human (Webserie)
- Don't Tell The Bride
- Pramface
- Bad Education
- Russell Howard's Good News
- In The Flesh
- Him & Her
- The Fades
- Tatau
- Fleabag